# Aegopodium henryi
Aegopodium henryi är en växtart i kirskålssläktet och familjen flockblommiga växter. Den beskrevs av Friedrich Ludwig Diels 1900.
Arten är en perenn ört som förekommer i centrala Kina.